# Byttneria mastersii
Byttneria mastersii är en malvaväxtart som beskrevs av C.L. Cristobal. Byttneria mastersii ingår i släktet Byttneria och familjen malvaväxter. Inga underarter finns listade i Catalogue of Life.